# Шимон Чехович
Шимон Чехович  (пол. Szymon Czechowicz; 28 липня 1689, Краків — 21 липня 1775, Варшава) — польський художник 18 століття. Малював релігійні композиції і портрети. Вважався одним з найкращих польських митців доби.

## Життєпис
Народився 28 липня 1689 року в зубожілій шляхетській родині. Рано втратив батьків. За іншими даними, походить з родини ювелірів. Охрещений 22 липня 1689[джерело?].
Перебував замолоду при дворі магната Францішека Максиміліана Оссолінського, де грав у каплиці. Виявив художні здібності і отримав перші художні навички ще в Польщі. За сприяння покровителя Оссолінського виїхав до Риму для вдосконалення освіти та майстерності. Ремесло опановував в Академії Св. Луки в Римі. Серед його вчителів — Карло Маратті, представник римського академізму в його бароковому варіанті.
Найраніші згадки про Чеховича в Римі відносяться до 1714 р. В Римі вступив у товариство «Congragazione dei virtuosi» при Пантеоні і брав участь у роботі товариства у 1725—1730 рр. Серед копій художника — гобелени Ватикана (Galleria degli Arazzi). Вже в часи перебування в Римі виконував замови церков Риму та храмів з Польщі. Часто використовував чужі композиційні знахідки в своїх творах (серед яких — Карло Маратті, Гвідо Рені, Пітер Пауль Рубенс, Антоніс ван Дейк, та ін.)
Зробив спроби стати надвірним маляром короля Польщі, але невдало. Жив і працював в різних містах Речі Посполитої — у Кракові, Варшаві, Познані та ін.
Через поганий стан здоров'я близько 1740 року повернувся до Кракова (за іншими даними — у 1731 р. повернувся на батьківщину[джерело?]), а в 1750 році переїхав до Варшави, де проживав у будинку, в якому мешкав чоловік сестрениці та його учень Лукаш Смуглевич,.
У 1765 році на запрошення Вацлава Пйотра Жевуського поїхав до Підгірців (нині Бродівський район, Львівська область), де поставив 107 своїх робіт релігійної тематики. Між 1770 і 1772 роками працював у Полоцьку, куди його запросив ректор місцевого колегіму єзуїтів кс. Черневич. За іншими даними, в 1750—1770 рр. жив і працював у Литві.[джерело?]
Останні роки життя мешкав у Варшаві, де мав учнів і власну майстерню. Учні були переважно бідні, він часто навчав і утримував їх своїм коштом. Його школа була взірцем для заснованої у Станиславові «малярні».
Помер 21 липня 1775 року у Варшаві як терціяр ченців-капуцинів і був похований у крипті костелу монастиря отців капуцинів.
Серед учнів — Карло Маратті, у свій час були також Мартин Альтомонте та Юрій Шимонович-Семигиновський, що працювали на теренах країни.

### Доробок
Вважався одним з найкращих польських митців доби. Серед значних творів майстра — 44 картини для Єзуїтської колегії і місті Полоцьк. Твори майстра зберігають:
- Художній музей, Вільнюс
- Львівська галерея мистецтв, Україна
- Російський музей, Санкт-Петербург та ін.

## Галерея

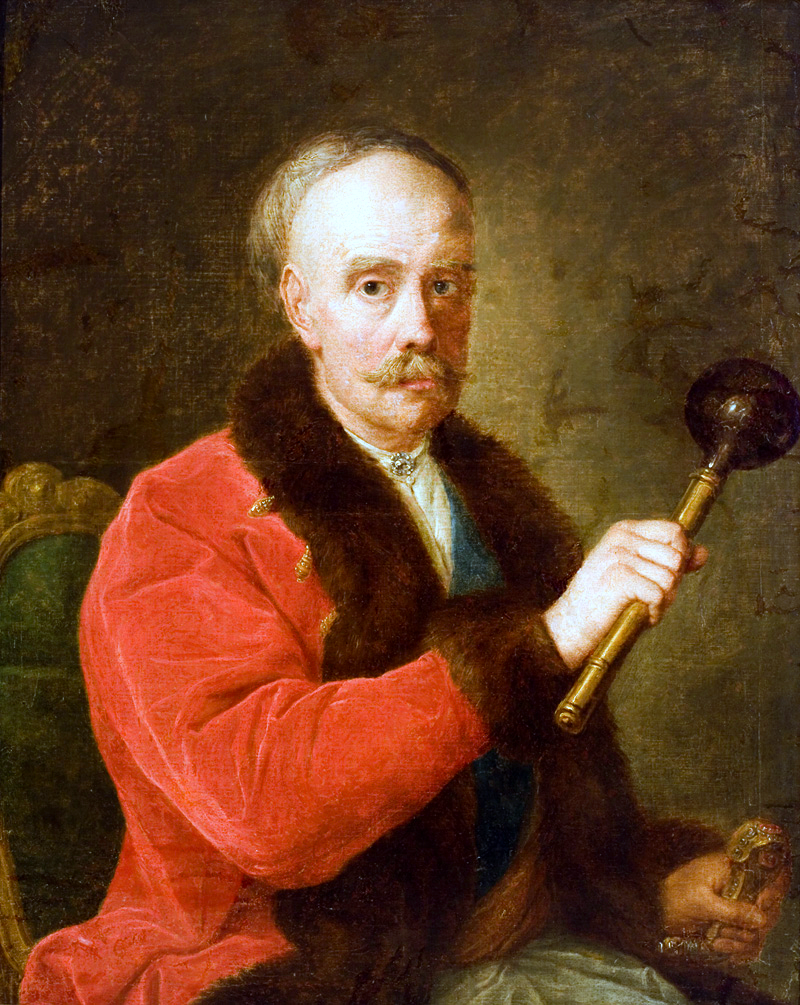
Портрет Юзефа Міхала Масальського
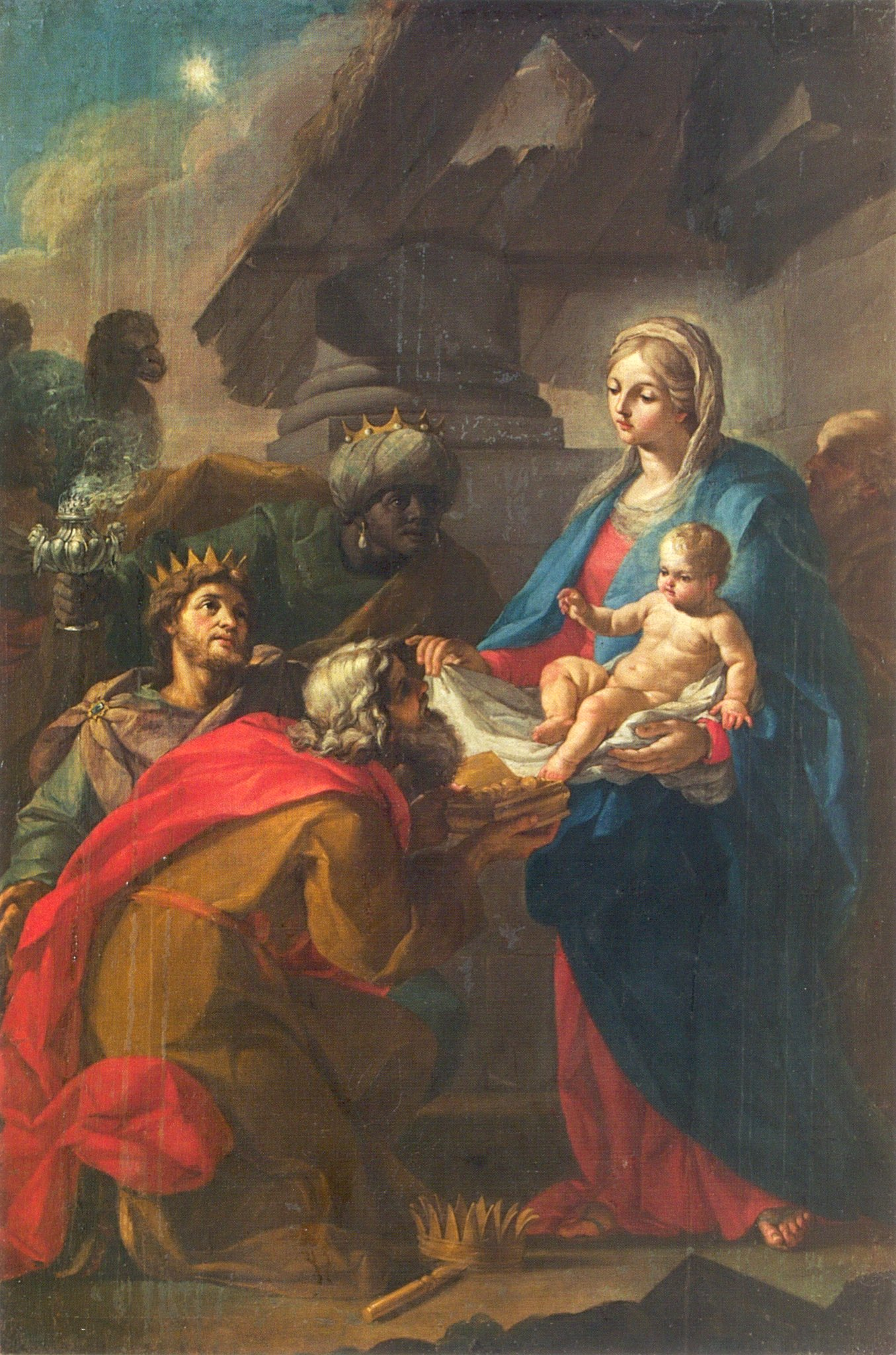
Поклоніння волхвів
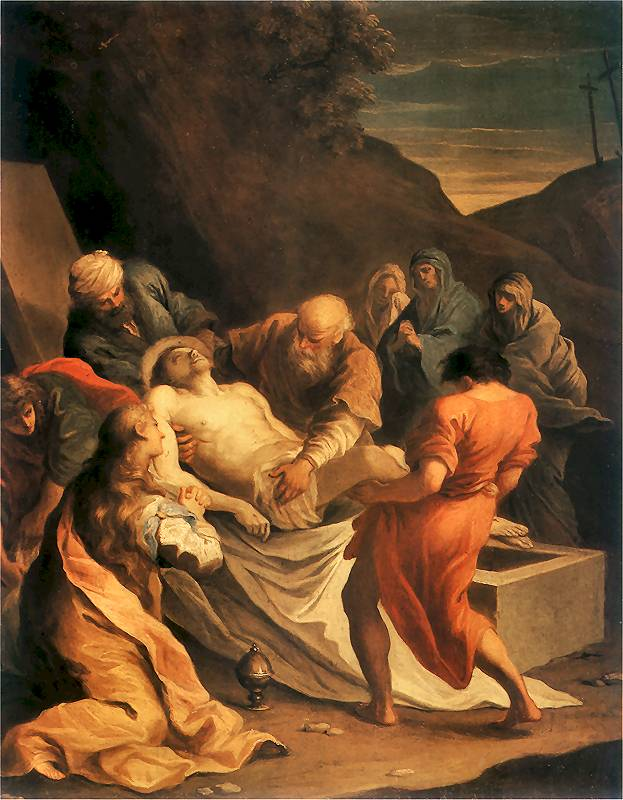
Покладання у гроб Христа
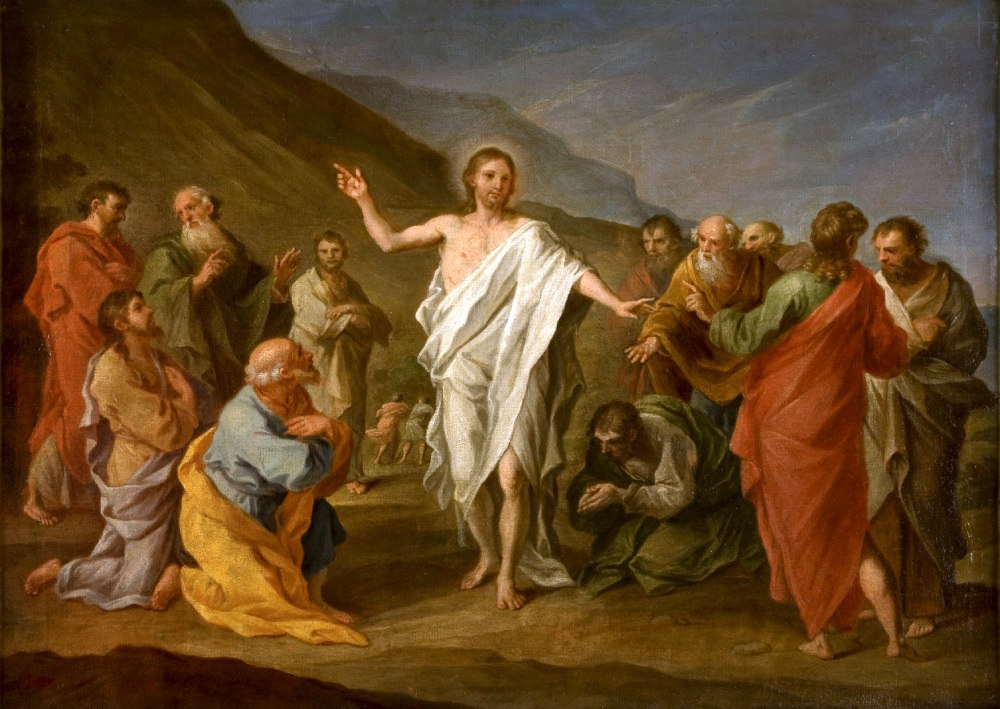
Христос Воскрес,1758 р.
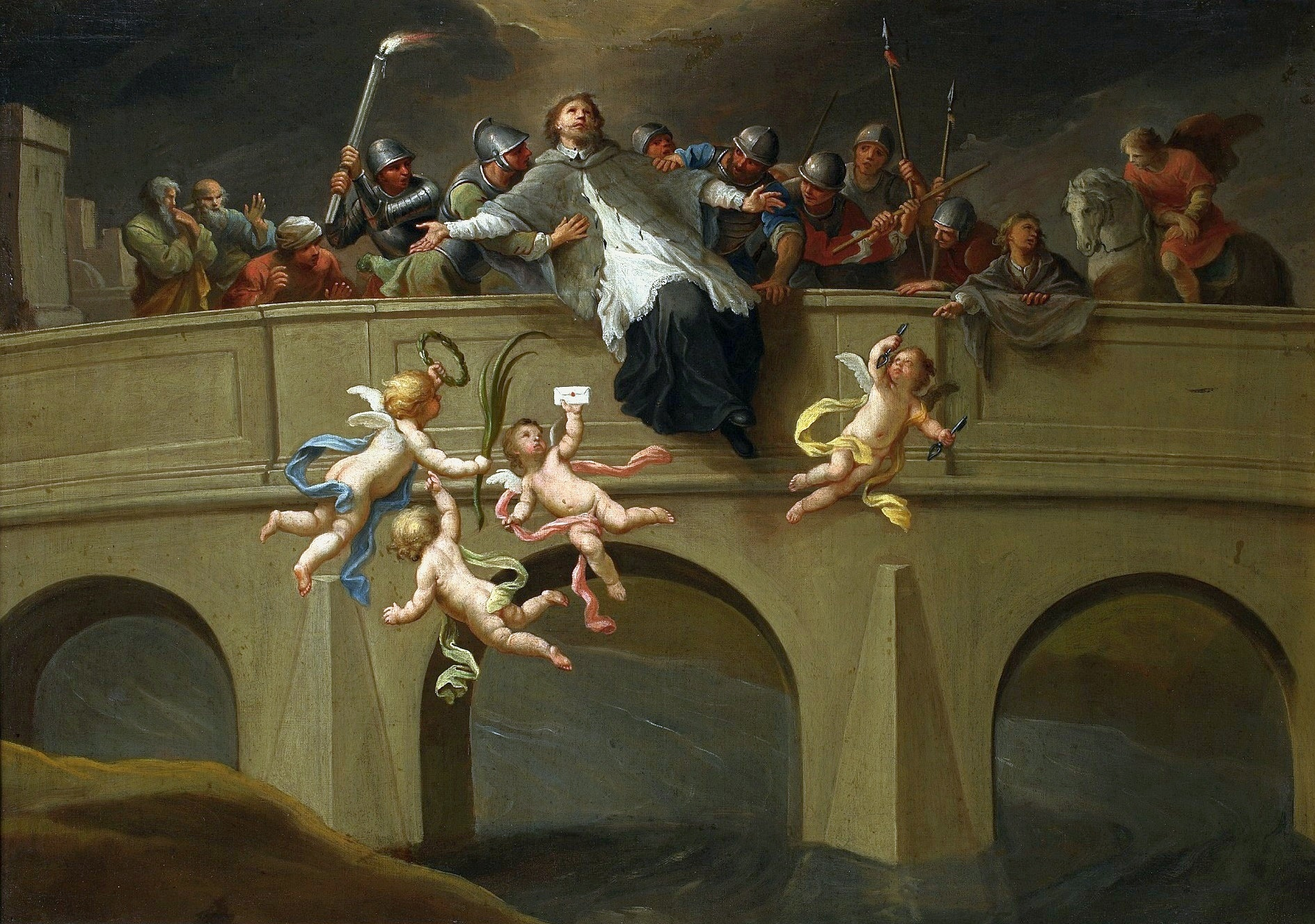
Смерть Яна Непомуцького, 1750 р., Варшава
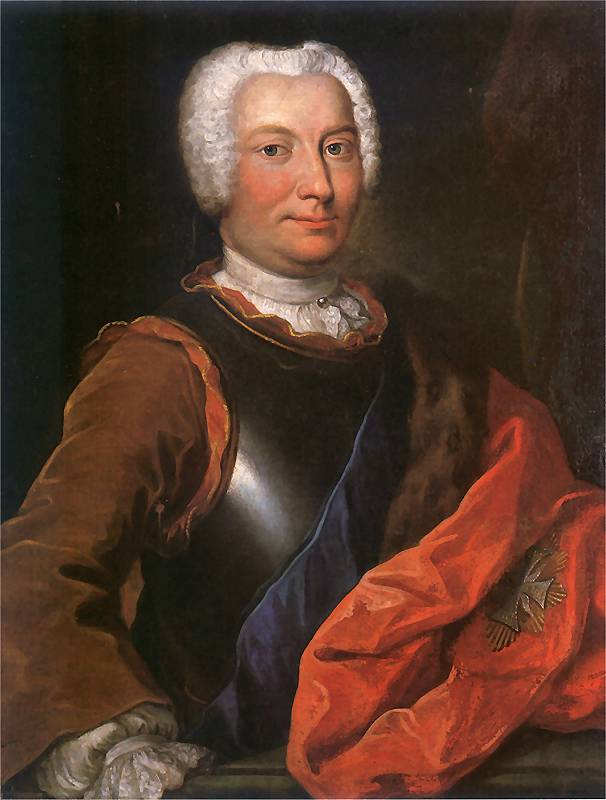
Портрет Яна Чапського, скарбника, до 1742 р. Львівська національна галерея мистецтв